# Луна 1969А
Луна 1969А(Е-8 № 201) е апарат от СССР по програмата Луна с цел изследване на Луната.
Апаратът е първият опит за доставка на лунната повърхност на Луноход – дистанционно управляем апарат, способен да се придвижва самостоятелно.
Стартът е даден на 19 февруари 1969 г. в 06:48:15 UTC с помощта на ракета-носител Протон К/Д. 51 секунди след старта от възникнали вибрации се разкъсват някои от връзките на главния обтекател на ракетата и части от него се откачат. При падането те разкъсват стените на резервоарите на първата степан и горивото започва да изтича. На 53-тата секунда ракетата се взривява и унищожава апарата напълно.